# تل مبناغون
تل منباغون مربوط به دوران‌های تاریخی پس از اسلام است و در شهرستان بهبهان، بخش مرکزی، روستای شهرویس واقع شده و این اثر در تاریخ ۲۳ شهریور ۱۳۸۲ با شمارهٔ ثبت ۹۹۴۹ به‌عنوان یکی از آثار ملی ایران به ثبت رسیده است.